# Psammotopa
Psammotopa is een geslacht van eenoogkreeftjes. De wetenschappelijke naam van het geslacht is voor het eerst geldig gepubliceerd in 1942 door Robert William Pennak.
Pennak richtte dit geslacht op voor de nieuwe soort Psammotopa vulgaris, gevonden in de getijdenzone van het strand rond Falmouth in Cape Cod (Massachusetts).

## Soorten
- Psammotopa biarticulata Mielke, 1990
- Psammotopa chappuisi Noodt, 1955
- Psammotopa phyllosetosa (Noodt, 1952)
- Psammotopa polyphylla Noodt, 1955
- Psammotopa trisetosa Mielke, 1995
- Psammotopa vulgaris Pennak, 1942